# Dog Eat Dog
Dog Eat Dog és un grup de rapcore de Nova Jersey. Es va formar a la dècada del 1990 sota la influència de l'escena novaiorquesa del hardcore punk, així com del thrash metal de la Costa Est, l'ska llatinoamericà i l'emergent música hip hop.
Dog Eat Dog és considerat una important influència en el naixement del nu metal juntament amb Beastie Boys. És conegut per l'ús del saxofon en moltes de les seves cançons. Debutà amb la discogràfica Roadrunner Records, popularitzant la cançó «Who's the king?», del disc All Boro Kings, del qual va arribar a vendre més de 600.000 discos a tot el món gràcies a aparèixer a l'MTV i girar amb Biohazard.

## Discografia

### Àlbums d'estudi
- 1994: All Boro Kings
- 1996: Play Games
- 1999: Amped[3]
- 2000: In the Dog House: the Best and the Rest
- 2006: Walk With Me
- 2023: Free Radicals[4]

### EP
- 1993: Warrant
- 2017: Brand New Breed